# Orchomene grimaldii
Orchomene grimaldii is een vlokreeftensoort uit de familie van de Lysianassidae. De wetenschappelijke naam van de soort is voor het eerst geldig gepubliceerd in 1890 door Chevreux.